# Erich Kuß
Erich Kuß (* 14. Juni 1927 in Wanne-Eickel; † 20. Oktober 2021 in Miesbach) war ein deutscher Biochemiker und Laboratoriumsmediziner.

## Leben und Wirken
Erich Kuß wurde 1927 in Wanne-Eickel geboren. Nach Abschluss des Gymnasiums wurde er im Zweiten Weltkrieg am 15. Februar 1943 Luftwaffenhelfer, 1944 Arbeitsmann im Reichsarbeitsdienst, dann Soldat der Fallschirmjäger und im März 1945 Kriegsgefangener der US-Armee, die ihn im Sommer des gleichen Jahres an Frankreich auslieferte. Im Oktober 1948 wurde in seine Heimat entlassen.
Die in jenen Jahren vor der Einberufung zur Wehrmacht erteilten Reifevermerke der Oberschulen wurden nach dem Krieg nicht anerkannt. Also musste Erich Kuß, wie alle Absolventen jener Jahrgänge, einen „Förderkurs“ absolvieren, um eine der Voraussetzungen zum Studium zu erfüllen. Die finanziellen Voraussetzungen zum Studium erarbeitete er sich unter Tage auf Zeche Shamrock III/IV, einem Steinkohle-Bergwerk in Wanne-Eickel. Seine intellektuellen Voraussetzungen wies er am 6. Oktober 1950 durch ein „Aufnahmegespräch“ mit dem damaligen Dekan der Fakultät für Chemie der Technischen Hochschule Darmstadt, Hans Wolfgang Kohlschütter, nach. 1951 wurde er Mitglied des Corps Rhenania Darmstadt.
Nach dem Diplomchemiker-Vorexamen 1953 wechselte er an die Westfälische Wilhelms-Universität Münster, wo er auch das Medizinstudium aufnahm, das er, wie auch das Chemiestudium ein Jahr später an der Eberhard-Karls-Universität Tübingen fortsetzte. Dort bestand er 1955 die Diplomchemikerhauptprüfung und 1956 die ärztliche Vorprüfung. Seine Diplomarbeit „Darstellung von β-Carboxy-Lysin“ und die Dissertation „Die enzymatische Oxidation der 3-Hydroxy-Anthranilsäure“ fertigte Kuß unter Anleitung Adolf Butenandts im Max-Planck-Institut für Biochemie, zunächst in Tübingen, ab 1956 in München, an. Hier wurde er 1959 zum Dr. rer. nat. promoviert. 1960 bestand Kuß das medizinische Staatsexamen, 1963 erhielt er die Approbation als Arzt und wurde er zum Dr. med. promoviert. Thema dieser Doktorarbeit war die „Hemmung der Gewebsatmung durch Östrogene“. 1971 erhielt er die Anerkennung als Facharzt für Laboratoriumsmedizin.
Ab 1960 baute Kuß als wissenschaftlicher Assistent im Auftrag von Werner Bickenbach an der I. Universitätsfrauenklinik der Universität München ein Laboratorium für Klinische Chemie und Biochemie auf. Dieses leitete er später als Akademischer Direktor und zuletzt als Abteilungsvorsteher, auch unter Bickenbachs Nachfolger Josef Zander.
Mit der Arbeit „Eine Gruppe neuer Östrogen-Metabolite: Isolierung, Identifizierung und Synthese der Glutathion-Thioäther von 2,3-Dihydroxy-Östratrienen“ habilitierte sich Erich Kuß 1969 für Klinische Chemie und Biochemie an der Ludwig-Maximilians-Universität München und wurde im gleichen Jahr zum Privatdozenten ernannt. 1975 erhielt er die Ernennung zum apl. Professor. Seine wissenschaftlichen Hauptarbeitsgebiete waren das acyclische Zwischenprodukt der Nicotinsäure-Biosynthese, der Stoffwechsel und Wirkungsmechanismus steroidaler Östrogene, der maternofetaler und fetomaternaler Transport in der Plazenta, die Entwicklung immunchemischer Analyseverfahren, die Validierung klinisch-chemischer Untersuchungen, sowie die rationelle und rationale medizinische Diagnostik. Im Jahr 1992 wurde Erich Kuß pensioniert.
Nach seiner Pensionierung befasste sich Erich Kuß mehr mit historischen und medizinhistorischen Themen, insbesondere der Biografie des Gynäkologen Heinrich Eymer, der von 1934 bis 1954 die Münchener Universitätsfrauenklinik geleitet hatte. Seine Publikation Ein Klinikdirektor in politischer Bedrängnis wurde wiederholt und von verschiedenen Seiten heftig als verharmlosend kritisiert. Seine Verteidigung von Zwangssterilisationen im Nationalsozialismus und der Eugenik führte 1991 zum Vorwurf, zu den Ewiggestrigen zu gehören, gegen den er sich in einem offenen Brief an seine Fakultät zu verteidigen suchte.
Erich Kuß war mit der Lehrerin Gabriele Kuß, geb. Vorster, verheiratet, einer Tochter des Pfarrers Friedrich Vorster (1903–1982), der von 1959 bis 1970 als Dekan dem Kirchenbezirk Nürtingen vorstand und der, durch Adolf Vorster begründeten, weitverzweigten Vorster’schen Papiermacher-Dynastie angehörte. Das Paar hat vier Kinder, die Opern- und Theaterregisseurin Annette Kuß, die Geigerin Bettina Kuss, die Ärztin Susanne Kuß und den Juristen Michael Kuss.

## Schriften (Auswahl)
- Water soluble metabolites of oestrogens: A model of covalent steroid protein binding. In: M. Finkelstein, A. Klopper, C. Conti, C. Cassano (Hrsg.): Research on Steroids. Bd. IV, Pergamon Press (1970), S. 49–59.
- Preparation and purification of α-amino-β-carboxy-muconic acid-ε-semialdehyde, the acyclic intermediate of nicotinic acid biosynthesis. In: D. B. McCormick, L. D. Wright: Vitamins and Coenzymes, Part B. Bd. XVIII von: S. P. Colowick, N. O. Kaplan (Hrsg.): Methods in Enzymology. Academic Press, New York 1971, S. 49–50.
- mit Richard Goebel: Diagnostischer Wert der Östrogenbestimmung – Erfahrungen bei der Überwachung von Risikoschwangerschaften. In: Erich Saling, Franz-Josef Schulte (Hrsg.): Perinatale Medizin. Bd. II, Thieme, Stuttgart 1972, S. 42–45.
- Klinische Chemie in der Perinatologie. In: Ernst-Joachim Hickl, Klaus Riegel (Hrsg.): Angewandte Perinatologie. Urban & Schwarzenberg, München 1974, S. 178–210.
- Determination of total estrogens in pregnancy urine by spectrophotometry. In: H. Breuer, D. Hamel, H. L. Krüskemper (Hrsg.): Methods of Hormone Analysis. Thieme, Stuttgart 1975, S. 463–468.
- Richard Goebel, Hanns-Kristian Rjosk, Erich Kuß: Diagnostische Wertigkeit der Serumöstrogenbestimmung im Vergleich mit anderen chemischen Überwachungsmethoden bei Risikoschwangerschaften. In: Joachim Wolfram Dudenhausen, Erich Saling, Eberhard Schmidt (Hrsg.): Perinatale Medizin. Bd. VI, Thieme, Stuttgart 1975, S. 143–144.
- Laboratoriumsdiagnostik. In: Gerhard Martius (Hrsg.): Hebammenlehrbuch. 3. Auflage, Thieme, Stuttgart 1979, S. 65–72.
- Ansätze zur Chemie und Immunologie des Ovarialkarzinoms. In: Josef Zander (Hrsg.): Ovarialkarzinom. Fortschritte für das diagnostische und therapeutische Handeln. Urban & Schwarzenberg, München 1982, S. 41–62.
- Biochemie und Physiologie der Fortpflanzung. In: Josef Zander (Hrsg.): Gynäkologie und Geburtshilfe. Bd. I/1: Sexuelle Differenzierung, Genetik, Fortpflanzung, Kindheit und Pubertät. 2. Auflage, Thieme, Stuttgart 1987, 4.13–4.137.
- mit Leif Dibbelt, Josef Zander: Die Hormone der Plazenta. In: Josef Zander (Hrsg.): Gynäkologie und Geburtshilfe. Bd. I/1, Sexuelle Differenzierung, Genetik, Fortpflanzung, Kindheit und Pubertät. 2. Auflage, Thieme, Stuttgart 1987, 4.138–4.167.
- Hormonbestimmungen. In: Josef Zander (Hrsg.): Gynäkologie und Geburtshilfe. Bd. I/1, Sexuelle Differenzierung, Genetik, Fortpflanzung, Kindheit und Pubertät. 2. Auflage, Thieme, Stuttgart 1987, 4.168–4.221.
- Weibliche Sexualhormone. In: Gerhard Maschinski (Hrsg.): Medikamente in der Zahnarztpraxis. Teil 3, Spitta, Balingen 1994, Kapitel 31, S. 1–10.
- mit Josef Zander: Vom Schreiben und Lesen wissenschaftlicher Texte. Geburtsh Frauenh 55 (1995), S. 414–424.
- mit Josef Zander, Kurt Holzmann: Frauenheilkunde – Literatur – Wissenschaft: Versuch einer Standortbestimmung. Thieme, Stuttgart 1994, ISBN 3-13-100381-2.
- Inhumane Praktiken in der I. Frauenklinik der Universität München. Geburth Frauenheilk 55 (1995), 291–298 (PDF-Dokument; 5,2 MB).
- Ein Klinikdirektor in politischer Bedrängnis: der Direktor der I. Frauenklinik der Universität München, Professor Dr. Heinrich Eymer, „subject of investigation“ der Militärregierung und „Betroffener“ im Spruchkammerverfahren, jetzt im Zwielicht der „Vergangenheitsbewältigung“. Würzburger medizinhistorische Mitteilungen 19 (2000), 283–388 (PDF-Dokument; 874 kB); Shaker, Aachen 1999, ISBN 3-8265-6751-X.
- Denkmäler, Monumente und das Ehrenmal der Fallschirmjäger. Der Deutsche Fallschirmjäger 5 (1999) S. 7-8.
- Heinrich Eymer. Die Vergangenheitsüber(be)wältigung und die Selbstkontrolle der Wissenschaft. München 2011 (PDF-Dokument; 981 kB).
- Rahlenbeck: Malörchen im Haus von Grütern zu Altendorf, Aufschwung der Textilherstellung in Hagen und Lumpenkrieg zwischen den Vorsterschen Papiermühlen in Delstern und Eilpe. München 2012 (PDF-Dokument; 384 kB).
- Unsere Wanner Renne von um 1930 bis um 1940: mit nördlichem und südlichem „Auslauf“. O. O. 2014 (PDF-Dokument; 1,4 MB).
- Oberschule für Jungen Wanne Eickel und ihre Sexta b von 1937. Selbstverlag, o. O. 2014 (PDF-Dokument; 7,8 MB).
- Die Breslauer Familie Milch und ihre jüdischen oder deutschen Nachkommen. Shaker, Aachen 2016, ISBN 978-3-8440-4727-1.